# کنفدرالیسم جوامع کردستان
کنفدرالیسم جوامع کردستان یا ک.ج.ک (به کُردی: کۆما جڤاکێن کوردستان، که‌جه‌که یا Koma Civakên Kurdistanê, KCK) یک سازمان سیاسی کُرد است که بر اساس ایدئولوژی سیاسی عبدالله اوجالان به تلاش برای تأسیس جامعه‌ای مبتنی بر کنفدرالیسم دموکراتیک در سراسر جغرافیای کردستان می‌پردازد.
همتای این سازمان در رابطه با زنان کنفدرالیسم زنان کردستان (ک.ژ.ک) است که از آن به عنوان به عنوان شاخۀ زنان کنفدرالیسم جوامع کردستان یاد می‌شود.

## تاریخچه

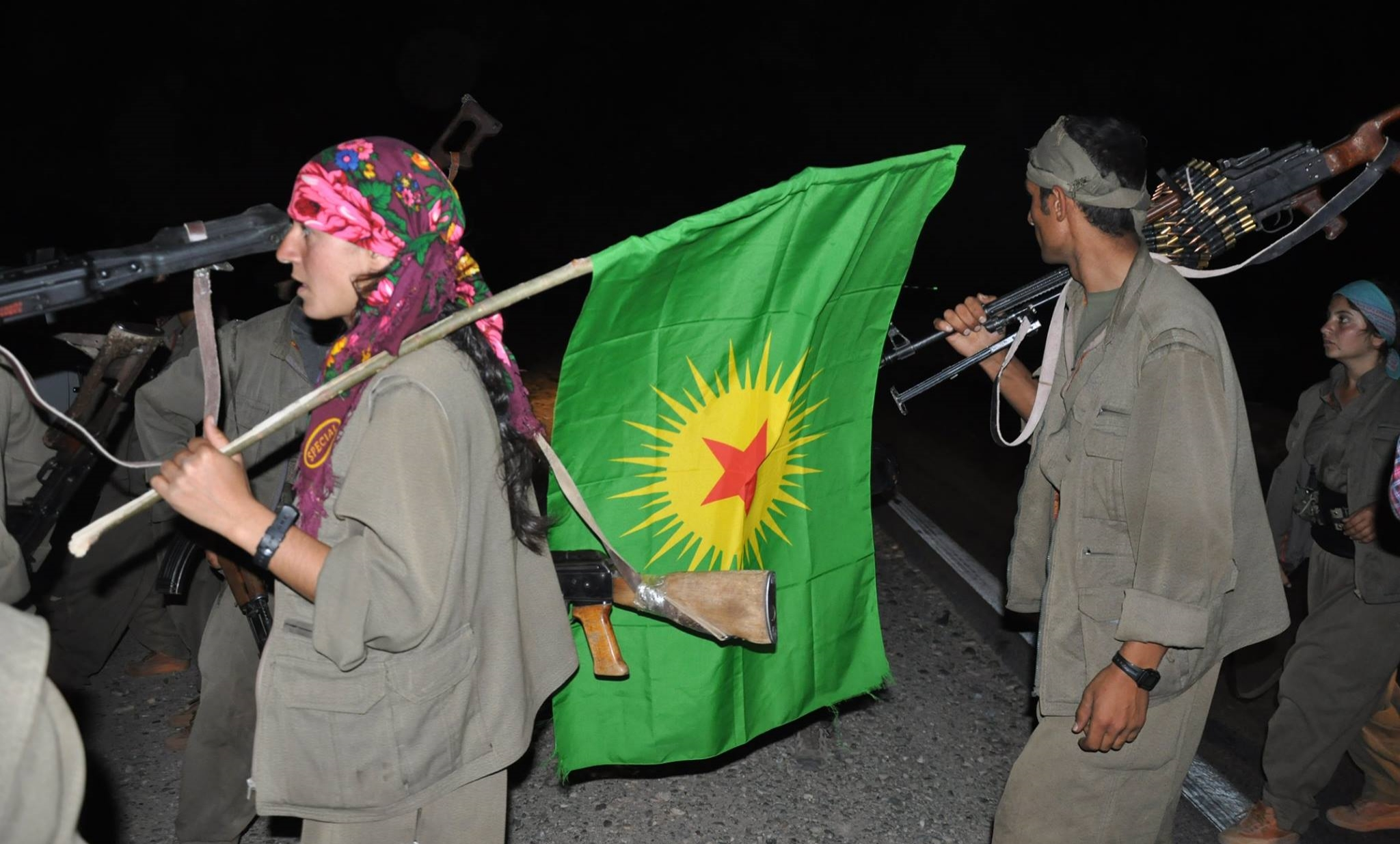
گریلاهای حزب کارگران کردستان با پرچم ک.ج.ک در کرکوک، ۲۰۱۴.

ایدۀ کنفدرالیسم جوامع کردستان در کنگرۀ پنجم کنگرۀ خلق کردستان (کنگرا-گل) که در ماه مه ۲۰۰۷ کوهستان قندیل برگزار شد مطرح شد و بر اساس آن کنفدرالیسم جوامع کردستان (ک.ج.ک) جانشین کنفدرالیسم جماعت‌های کردستان (ک.ک.ک) شد، که از سال ۲۰۰۵ به وجود آمده‌بود. کنفدرالیسم جماعت‌های کردستان (ک.ک.ک) بر اساس مفهوم کنفدرالیسم دموکراتیک اوجالان در کنگرۀ سوم کنگرۀ‌ خلق کردستان در مه ۲۰۰۵ در قندیل که با شرکت ۲۳۶ نماینده برگزار شد تأسیس شد. در کنگرۀ سوم کنگرۀ خلق کردستان که ک.ک.ک در آن تأسیس شده‌بود، چارت سازمانی شورای ریاست کنگرۀ خلق را متشکل از ۵ نفر، ۱۱ کمیسیون دائمی، دیوان عدالت ۷ نفره، و ریاست شورای اجرایی ۷ نفرۀ ک.ک.ک تعیین کرد. در کنگرۀ سوم زبیر آیدار به عنوان ریاست کنگرۀ خلق و مراد کارایلان به عنوان ریاست شورای اجرایی ک.ک.ک معین شدند.
در کنگرۀ پنجم در ماه مه ۲۰۰۷ در قندیل که با حضور ۲۱۳ عضو به نمایندگی از کُردهای ترکیه، ایران، سوریه، عراق و خارج از کردستان برگزار شد، نام کنفدرالیسم جماعت‌های کردستان (ک.ک.ک) به کنفدرالیسم جوامع کردستان (ک.ج.ک) تغییر یافت. ک.ج.ک به عنوان یک سازمان چترگون در نظر گرفته شد که برخلاف ک.ک.ک که سازمانی متمرکز بر کردهای ترکیه بود، کردهای ترکیه، ایران، عراق و سوریه را پوشش می‌داد.